# التصنيفات الدولية للبرتغال
تتضمن هذه المقالة التصنيفات الدولية للبرتغال .

## السياسة والمجتمع
| الاستطلاع                         | الترتيب   | الدرجة 2018 | الترتيب 2017 | الدرجة 2017 | الترتيب 2016 | الدرجة 2016 | الترتيب 2015 | الدرجة 2015     | الترتيب 2014 | الدرجة 2014 |
| --------------------------------- | --------- | ----------- | ------------ | ----------- | ------------ | ----------- | ------------ | --------------- | ------------ | ----------- |
| مؤشر التنمية البشرية              | غير متوفّر | غير متوفّر   | غير متوفّر    | غير متوفّر   | غير متوفّر    | غير متوفّر   | - 41         | ▲ 0.843         | - 41         | ▲ 0.841     |
| مؤشر ليجاتوم للازدهار             | غير متوفّر | غير متوفّر   | - 25         | ▲ 69.55     | - 25         | ▼ 68.59     | - 25         | ▼ 68.60         | ▼ 25         | ▲ 68.83     |
| مؤشر التطور الاجتماعي             | غير متوفّر | غير متوفّر   | ▲ 20         | ▲ 85.92     | ▼ 21         | ▲ 84.79     | ▲ 18         | ▲ 81.91         | 22           | 80.49       |
| مؤشر السلام العالمي               | غير متوفّر | غير متوفّر   | ▲ 3          | 1.241       | ▲ 5          | 1.356       | ▲ 11         | 1.344           | - 18         | 1.425       |
| مؤشر الديمقراطية                  | غير متوفّر | غير متوفّر   | ▲ 26         | ▼ 7.84      | ▲ 28         | ▲ 7.86      | - 33         | - 7.79          | ▲ 33         | ▲ 7.79      |
| مؤشر الحرية الانتخابية العالمي    | 7         | 75.54       | غير متوفّر    | غير متوفّر   | غير متوفّر    | غير متوفّر   | غير متوفّر    | غير متوفّر       | غير متوفّر    | غير متوفّر   |
| الحرية في العالم                  | - 10      | - 97        | ▲ 10         | - 97        | - 15         | - 97        | غير متوفّر    | - 97            | غير متوفّر    | 97          |
| مؤشر حرية الإنسان                 | غير متوفّر | غير متوفّر   | غير متوفّر    | غير متوفّر   | غير متوفّر    | غير متوفّر   | ▼ 22         | ▼ 8.31          | - 19         | ▲ 8.35      |
| مؤشر حرية الصحافة                 | ▲ 14      | 14.17       | ▲ 18         | 15.77       | ▲ 23         | 17.27       | ▲ 26         | 17.11           | ▼ 30         | 17.73       |
| حرية الصحافة                      | غير متوفّر | غير متوفّر   | ▲ 16         | 17          | ▲ 21         | - 18        | - 22         | - 18            | ▼ 22         | 18          |
| مؤشر الدول الهشة                  | - 164     | 27.3        | 164          | 29.0        | 163          | 29.2        | 164          | 29.7            | 162          | 33.1        |
| مؤشر سيادة القانون                | ▲ 21      | ▲ 0.72      | غير متوفّر    | غير متوفّر   | - 23         | ▲ 0.71      | ▼ 23         | ▼ 0.70          | 19           | 0.740       |
| مؤشر مدركات الفساد                | غير متوفّر | غير متوفّر   | - 29         | ▲ 63        | ▼ 29         | ▼ 62        | ▲ 28         | ▲ 64            | ▲ 31         | ▲ 63        |
| مؤشر الحرية الأخلاقية العالمي     | غير متوفّر | غير متوفّر   | غير متوفّر    | غير متوفّر   | 3            | 83.80       | غير متوفّر    | غير متوفّر       | غير متوفّر    | غير متوفّر   |
| تقرير الفجوة العالمية بين الجنسين | غير متوفّر | غير متوفّر   | ▼ 33         | ▼ 0.734     | ▲ 31         | ▲ 0.737     | - 39         | ▲ 0.731         | ▲ 39         | ▲ 0.724     |
| مؤشر قوس قزح في أوروبا            | ▼ 7       | - 69.16%    | ▼ 6          | ▼ 69.16%    | ▲ 5          | ▲ 70%       | ▼ 10         | نفس الترتيب 67% | ▼ 6          | ▲ 67%       |

## الاقتصاد
| الاستطلاع                        | الترتيب 2018 | الدرجة 2018 | الترتيب 2017 | الدرجة 2017 | الترتيب 2016 | الدرجة 2016 | الترتيب 2015 | الدرجة 2015 | الترتيب 2014 | الدرجة 2014 |
| -------------------------------- | ------------ | ----------- | ------------ | ----------- | ------------ | ----------- | ------------ | ----------- | ------------ | ----------- |
| تقرير التنافسية العالمي          | غير متوفّر    | غير متوفّر   | ▲ 42         | ▲ 4.57      | ▼ 46         | ▼ 4.48      | ▼ 38         | ▼ 4.52      | ▲ 36         | ▲ 4.54      |
| تصنيف التنافسية العالمية         | ▲ 33         | 76.219      | - 39         | غير متوفّر   | 39           | غير متوفّر   | غير متوفّر    | غير متوفّر   | غير متوفّر    | غير متوفّر   |
| مؤشر الحرية الاقتصادية           | ▲ 72nd       | ▲ 63.4      | ▼ 77         | ▼ 62.6      | - 64         | ▼ 65.1      | ▲ 64         | ▲ 65.3      | ▼ 69         | ▲ 63.5      |
| الحرية الاقتصادية في العالم      | غير متوفّر    | غير متوفّر   | غير متوفّر    | غير متوفّر   | غير متوفّر    | غير متوفّر   | ▲ 34         | ▲ 7.53      | - 35         | ▲ 7.49      |
| مؤشر سهولة ممارسة الأعمال        | ▼ 29         | ▼ 76.84     | ▼ 25         | ▼ 77.40     | ▲ 23rd       | ▲ 77.57     | ▲ 25         | 76.03       | ▼ 31         | غير متوفّر   |
| مؤشر الابتكار العالمي            | غير متوفّر    | غير متوفّر   | ▼ 31         | ▼ 46.05     | - 30         | ▼ 46.45     | ▲ 30         | ▲ 46.61     | ▲ 32         | ▲ 45.63     |
| مؤشر التنافسية العالمية للمواهب. | 29           | ▲ 55.75     | غير متوفّر    | ▲ 55.4      | غير متوفّر    | ▲ 52.87     | غير متوفّر    | غير متوفّر   | غير متوفّر    | ▼ 50.38     |

## التعليم
| المعيار                        | الترتيب 2018 | الدرجة عام 2018 | الترتيب 2015      | الدرجة عام 2015 | الترتيب 2012       | الدرجة عام 2012 | الترتيب 2009 | الدرجة عام 2009 |
| ------------------------------ | ------------ | --------------- | ----------------- | --------------- | ------------------ | --------------- | ------------ | --------------- |
| العلوم                         | غير متوفر    | غير متوفر       | ▲ الثالث والعشرون | ▲ 501           | ▼ السادس والثلاثون | ▼ 489           | 32           | 493             |
| القراءة                        | غير متوفر    | غير متوفر       | ▲ الحادي والعشرون | ▲ 498           | ▼ الحادي والثلاثين | ▼ 488           | 27           | 489             |
| الرياضيات                      | غير متوفر    | غير متوفر       | ▲ 29              | ▲ 492           | ▲ الحادي والثلاثين | 487             | 32           | 487             |
| الاستطلاع                      | الترتيب 2018 | الدرجة عام 2018 | الترتيب 2017      | الدرجة عام 2017 | الترتيب 2016       | الدرجة عام 2016 | الترتيب 2015 | الدرجة عام 2015 |
| مؤشر إتقان اللغة الإنجليزية EF | غير متوفر    | غير متوفر       | ▼ الثامن عشر      | ▼ 58.76         | ▼ الخامس عشر       | ▼ 59.68         | ▲ الثالث عشر | ▲ 60.61         |

## الصحة
| استطلاع                      | الترتيب 2018 | الدرجة عام 2018 | الترتيب 2017 | الدرجة عام 2017 | الترتيب 2016 | الدرجة عام 2016 | الترتيب 2015 | الدرجة عام 2015 | الترتيب 2014 | الدرجة عام 2014 |
| ---------------------------- | ------------ | --------------- | ------------ | --------------- | ------------ | --------------- | ------------ | --------------- | ------------ | --------------- |
| مؤشر المستهلك الصحي الأوروبي | غير متوفر    | غير متوفر       | الرابع عشر   | ▼ 747           | ▲ الرابع عشر | ▲ 763           | ▼ العشرين    | ▼ 691           | ▲ الثالث عشر | ▲ 722           |